# Groß Rodensleben
Groß Rodensleben is een plaats en voormalige gemeente in de Duitse deelstaat Saksen-Anhalt, en maakt deel uit van de Landkreis Börde.
Groß Rodensleben telt 1.121 inwoners.

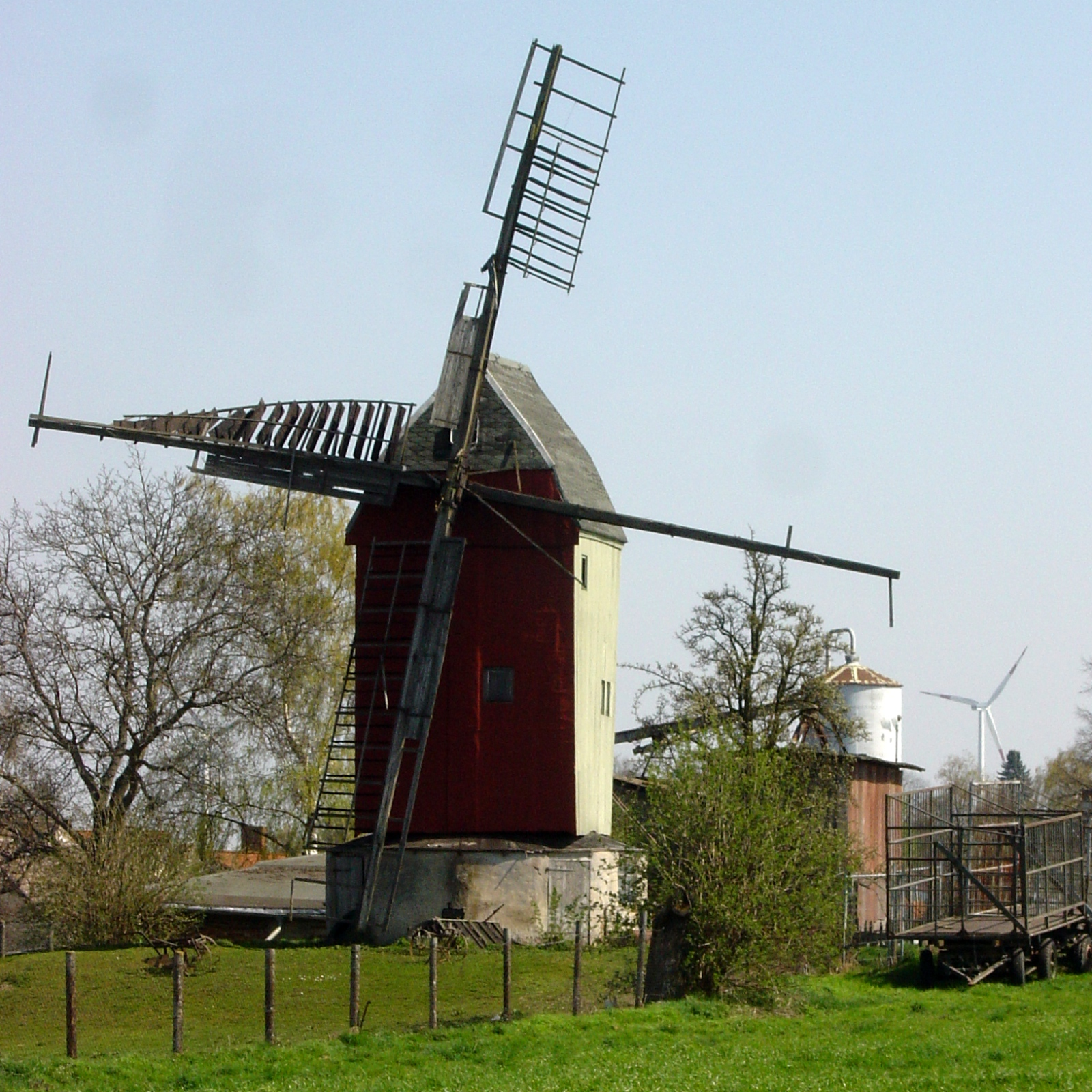
Windmolen